# Шандра (Обухівський район)
Ша́ндра — село в Україні, в Обухівському районі Київської області. Населення, згідно з переписом 2001 року, становить 1023 особи.

## Назва
Назва походить від рослини шандра, відомої своїм неприємним запахом. Ця рослина колись у великій кількості росла у цій місцині.

## Культові споруди
- Свято-Михайлівська церква. Її історія бере початок із 1755 року, коли тут, на крутому високому пагорбі, звели дерев'яний православний храм. Тодішні власники села зробили його греко-католицьким, а священиком поставили уніата Андрія Кущевича. 1768 року, під час Коліївщини, Кущевич підтримав гайдамаків і прийняв православ'я. За цей вчинок, уже після придушення повстання, за наказом пана священика схопили і втопили у ставку. 1811 року дерев'яна церква згоріла. На її місці через двадцять років заклали нинішню — муровану, яка будувалась аж 32 роки. Церква Архангела Михаїла хрестоподібна в плані, має одну велику баню на восьмигранному барабані та прибудовану дзвіницю. З пагорба, де стоїть церква, постають чудові краєвиди.